# Elecciones generales de Zanzíbar de 1963
Las elecciones generales se celebraron en Zanzíbar en julio de 1963. El número de escaños aumentó de 22 a 31, y el resultado fue una victoria para el Partido Nacionalista de Zanzíbar y la alianza del Partido Popular de Zanzíbar y Pemba, que ganó 18 escaños, a pesar de que El partido Afro-Shirazi, que había ganado 13, reclamó el 54,2% de los votos. La participación electoral se estimó en 99.1%.
La alianza ZNP-ZPPP, que involucró a los dos partidos que no se postulan entre sí en sus fortalezas, fue invitada a formar un gobierno y condujo al país a la independencia el 10 de diciembre de ese año. Sin embargo, el 12 de enero de 1964, la Revolución de Zanzíbar llevó a la ASP al poder.

## Resultados
| Partido                                    | Votos   | %     | Escaños | +/- |
| ------------------------------------------ | ------- | ----- | ------- | --- |
| Partido Afro-Shirazi (PAS)                 | 87.085  | 54.21 | 13      | +3  |
| Partido Nacionalista de Zanzíbar (ZNP)     | 47 950  | 29.85 | 12      | +2  |
| Partido Popular de Zanzíbar y Pemba (ZPPP) | 25.609  | 15.94 | 6       | +3  |
| Votos nulos/blancos                        | 2.866   | -     | -       | -   |
| Total                                      | 163.510 | 100   | 31      | +8  |
| Registrados/Participación                  | 165.044 | 99.07 | –       | –   |
| Fuente: African Elections Database         |         |       |         |     |

## Consecuencias
El Reino Unido le consedería la independencia a Zanzíbar el 10 de diciembre de 1963, a un gobierno formado por el Partido Nacionalista de Zanzíbar (ZNP) y el Partido Popular de Zanzíbar y Pemba (ZPPP), ambos dirigidos por el Jefe de Ministros Muhammad Shamte Hamadi. El 10 de diciembre de 1963, el Reino Unido puso fin al Protectorado que había existido sobre Zanzíbar desde 1890. El Reino Unido no otorgó la independencia de Zanzíbar, como tal, porque el Reino Unido nunca había tenido soberanía sobre Zanzíbar. Por el contrario, mediante la Ley de Zanzíbar de 1963 del Reino Unido, el Reino Unido puso fin al Protectorado e hizo provisiones para el autogobierno completo en Zanzíbar como país independiente dentro de la Commonwealth. Tras la abolición del Protectorado, Zanzíbar se convirtió en una monarquía constitucional bajo el Sultán.
Sin embargo, solo un mes después, el 12 de enero de 1964, el sultán Jamshid bin Abdullah fue depuesto durante la Revolución de Zanzíbar.  El Sultán huyó al exilio, y el Sultanato fue reemplazado por la República Popular de Zanzíbar, un gobierno socialista dirigido por el Partido Afro-Shirazi (ASP). Más de 20,000 personas fueron asesinadas y los refugiados, especialmente árabes e indios, escaparon de la isla como consecuencia de la revolución.
En abril de 1964, la república se fusionó con Tanganica continental. Esta República Unida de Tanganica y Zanzíbar pronto se renombró, combinando los dos nombres, como República Unida de Tanzania, dentro de la cual Zanzíbar sigue siendo una región semiautónoma.
Las siguientes elecciones se realizarían en 1975 (de la cual no hay datos, y se mantuvo así durante todas las elecciones hasta 1995). En 1995 se volverían a celebrar elecciones libres bajo el contexto de la autonomía que gozaba el archipiélago desde 1975.